# کیلیان سانسون
کیلیان سانسون (انگلیسی: Killian Sanson؛ زادهٔ ۷ ژوئن ۱۹۹۷) بازیکن فوتبال اهل فرانسه است.